# LS I +61 303
LS I +61 303 — це подвійна зоряна система, яка утворена компактним об'єктом та масивною зорею (можливо мікроквазаром), яка випромінює HE та VHE (англ. High Energy, високоенергетичні, та англ. Very High Energy, дуже високоенергетичні) гамма-промені. LS I +61 303 є однією з трьох відомих зоряних систем, які випромінюють промені з такими енергіями. Дві інші — PSR B1259-63 та LS 5039.